# 籘真千歳
籘真 千歳（とうま ちとせ、1976年 -）は、日本のSF作家。沖縄県出身。大学の心理学科卒業。

## 略歴
1976年、沖縄県で生まれる。4年間のシステム・エンジニアとしての勤務を経て、2008年に『θ 11番ホームの妖精』で電撃文庫より出版デビュー。2011年に『スワロウテイル人工少女販売処』で第10回センス・オブ・ジェンダー賞話題賞を受賞
。

## 作品

### 小説
- θ 11番ホームの妖精 アスキーメディアワークス（電撃文庫）2008年4月 ISBN 978-4-04-867020-3
  - θ 11番ホームの妖精 鏡仕掛けの乙女たち 早川書房（ハヤカワ文庫JA） 2014年7月 ISBN 978-4-15-031163-6
- スワロウテイル人工少女販売処 早川書房（ハヤカワ文庫JA）2010年6月 ISBN 978-4-15-031001-1
- スワロウテイル/幼形成熟の終わり 早川書房（ハヤカワ文庫JA）2011年9月 ISBN 978-4-15-031046-2
- スワロウテイル序章/人工処女受胎 早川書房（ハヤカワ文庫JA）2012年9月 ISBN 978-4-15-031082-0
- スワロウテイル/初夜の果実を接ぐもの 早川書房（ハヤカワ文庫JA） 2013年7月 ISBN 978-4-15-031122-3
- θ 11番ホームの妖精 2 アクアリウムの人魚たち 早川書房（ハヤカワ文庫JA） 2016年1月 ISBN 978-4-15-031180-3